# ریفلهورن
ریفلهورن (به لاتین: Riffelhorn) یک کوه در سوئیس است که در کانتون وله واقع شده‌است. ریفلهورن ۲٬۹۲۸ متر بالاتر از سطح دریا واقع شده‌است.